# آرون باديلا غوتيريز
آرون باديلا غوتيريز (بالإسبانية: Aarón Padilla Gutiérrez)‏ هو لاعب كرة قدم مكسيكي في مركز الهجوم، ولد في 10 يوليو 1942 في مدينة مكسيكو في المكسيك، وتوفي بنفس المكان في 14 يونيو 2020 بسبب مرض فيروس كورونا 2019. شارك مع منتخب المكسيك لكرة القدم. أما مع النوادي، فقد لعب مع أتلانتي إف سي وتيبورونيس روخوس دي فيراكروز ونادي أونيفرسيداد ناسيونال.

## وصلات خارجية
- آرون باديلا غوتيريز على موقع الاتحاد الدولي (مؤرشف)  (الإنجليزية)
- آرون باديلا غوتيريز على موقع قاعدة بيانات كرة القدم.إي يو (الإنجليزية)
- آرون باديلا غوتيريز على موقع ناشيونال فوتبول تيمز (الإنجليزية)
- آرون باديلا غوتيريز على موقع عالم كرة القدم.نت (الإنجليزية)